# Střezimíř (nádraží)
Střezimíř byla železniční stanice ve stejnojmenné obci (severovýchodně od centra obce) v okrese Benešov ve Středočeském kraji na trati Praha – České Budějovice. Provoz zde byl zahájen roku 1871, k jeho ukončení došlo 2. dubna 2022 v souvislosti s budováním přeložky trati mezi Voticemi a Sudoměřicemi u Tábora.

## Uspořádání
Stanice měla tři koleje dopravní a jednu průběžnou manipulační (č. 5), na ješetickém zhlaví na manipulační kolej navazovala kusá kolej 5a. Všechny dopravní koleje byly vybaveny nástupištěm. Zabezpečovací zařízení bylo typu TEST 14 se světelnými návěstidly, odjezdová návěstidla byla u každé koleje. Dále se ve stanici nacházela remíza. Od roku 1995 do ukončení provozu byla ve výpravní budově umístěna Správa sdělovací a zabezpečovací techniky, ta byla následně přestěhována do stanice Červený Újezd u Votic.

## Historie

### Provoz
Stanice byla vybudována jako součást odbočné větve Dráhy císaře Františka Josefa (KFJB) z Gmündu (nynější České Velenice) v roce 1870, přičemž provoz by zahájen roku 1871. Stanice nesla původně název Stupčice a měla pouze dvě koleje. Roku 1894 byla stanice rozšířena a byla vybudována výpravní budova, jež se dochovala dodnes.
Roku 1946 byl název stanice změněn na Střezimíř.

### Zrušení a nová zastávka
Poslední vlak ve stanici zastavil 1. dubna 2022 ve večerních hodinách. Provoz na celém traťovém úseku Votice – Sudoměřice u Tábora úplně utichl následující den ráno, kdy začala nepřetržitá, téměř tříměsíční výluka, během které je realizován přesmyk trati do nové stopy. Kolejiště stanice bylo zachováno pro provoz pákových drezín v rámci připravovaného železničního muzea.

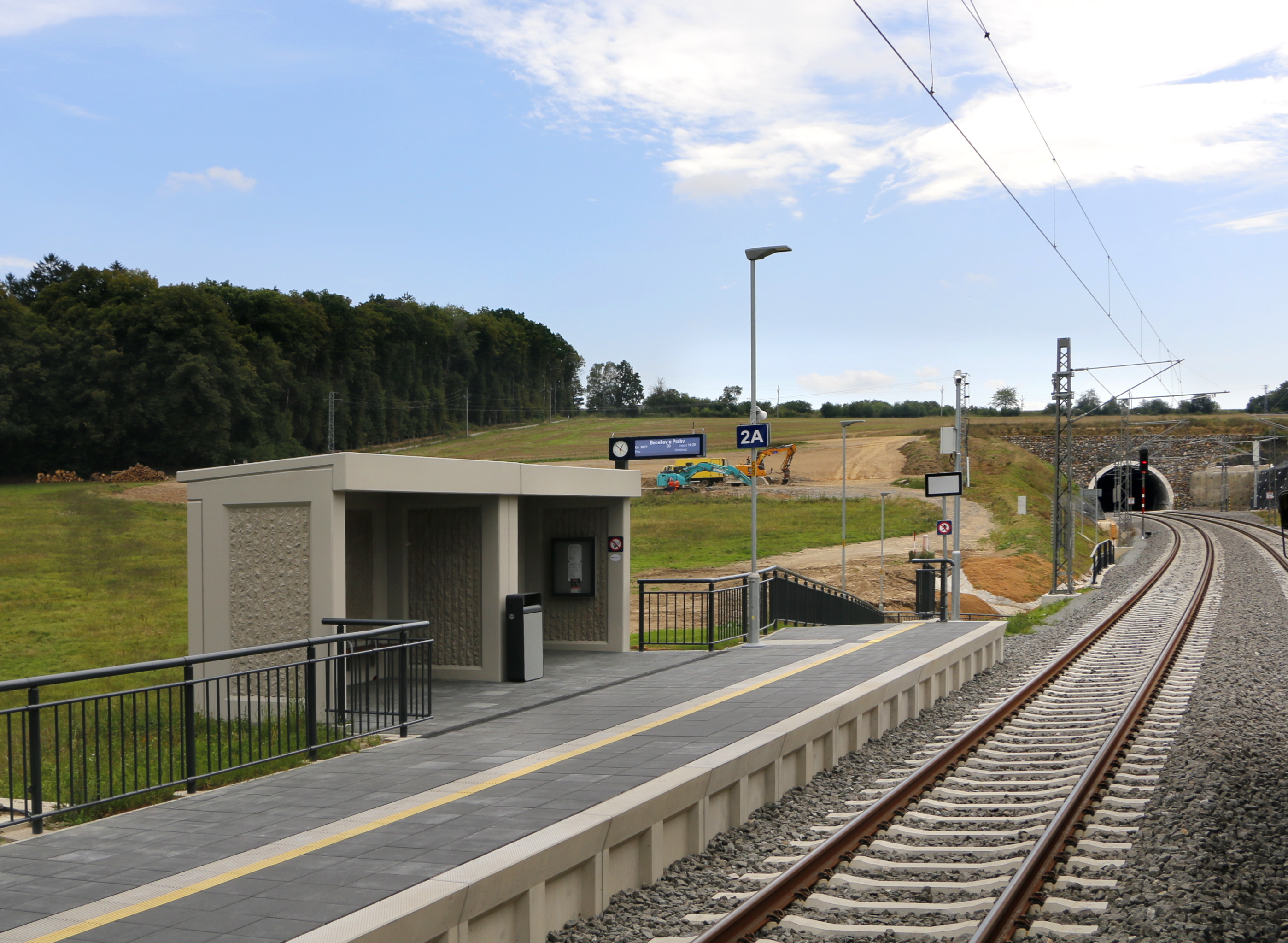
Nová zastávka uvedená do provozu v roce 2022

Stanici nahradila nová zastávka umístěná u severního portálu tunelu Mezno. Provoz na nové trati byl zahájen na začátku července 2022, ale v sousedním mezistaničním úseku pouze jednokolejně, proto u osobních vlaků přetrvávala ještě náhradní autobusová doprava; vlaky začaly v nové zastávce zastavovat se zahájením dvojkolejného provozu od září téhož roku.

## Muzeum a provoz pákových drezín
Kolejiště stanice včetně části traťové koleje směrem k Meznu bylo Správou železnic zapůjčeno svazku obcí Mikroregion Voticko pro provoz pákových drezín v rámci zřizovaného Muzea dráhy císaře Františka Josefa. Výpravní budovu a další nemovitosti, jež zůstaly v majetku Českých drah, postupně odkoupí obec Střezimíř. Muzeum bude provozovat spolek Železnice Česká Sibiř, který též disponuje replikou pákové drezíny pro výstavbu telegrafního vedení.